# 瓦尔利茨
瓦尔利茨是德国梅克伦堡-前波美拉尼亚州的一个市镇。总面积23.73平方公里，总人口436人，其中男性225人，女性211人（2011年12月31日），人口密度18人/平方公里。